# Hospital Internacional de Baréin
El Hospital Internacional de Baréin (en árabe: مستشفى البحرين الدولي) es uno de los principales hospitales en el Reino de Baréin y el primer centro médico privado en el país. Se encuentra en Jidhafs, una ciudad del norte de Baréin.
El Hospital Internacional de Baréin inició el programa de profesores visitantes para mejorar la prestación de atención de salud accesibles a la comunidad sin tener la necesidad de viajar al extranjero. También organizan conferencias científicas en las que se invita a distinguidos oradores en sus respectivos campos médicos para discutir las últimas tendencias en la medicina.